# Cribrilina lineata
Cribrilina lineata är en mossdjursart som beskrevs av Ferdinand Canu och Ray Smith Bassler 1928. Cribrilina lineata ingår i släktet Cribrilina och familjen Cribrilinidae.
Artens utbredningsområde är Mexikanska golfen. Inga underarter finns listade i Catalogue of Life.